# Џ. Кол
Џермејн Ламар Кол (Франкфурт на Мајни, 28. јануар 1985) је амерички репер, певач, текстописац и музички продуцент. Рођен је у војној бази у Немачкој, а одрастао у Фејетвилу у Северној Каролини. Широј јавности постао је познат објављивањем мистејпа The Come Up, почетком 2007. године. Наставио је соло каријеру и обавио још два микстејпа, The Warm Up и Friday Night Lights, а 2009. године потписао уговор са продукцијском кућом Roc Nation, чији је власник Џеј-Зи.
Свој деби албум Cole World: The Sideline Story објавио је 2011. године. Године 2013. издао је студијске албуме Born Sinner (2013) и 2014 Forest Hills Drive (2014), а они су добили углавном позитивне критике. Албум 2014 Forest Hills Drive био је номинован за Греми, као најбољи реп албум. У децембру 2016. године Кол је издао свој четврти студијски албум под називом 4 Your Eyez Only, а пети албум KOD објављен је у априлу 2018. године и добио награду од Удружења сниматеља Америке.
Поред реповања, свирао је клавир и бавио се музичком продукцијом. Продуцирао је синглове за музичаре као што су Кендрик Ламар и Џенет Џексон, као и већину својих песама. Основао је Дримвил рекордс, као и непрофитну организацију Дримвил фондацију.

## Приватни живот
Џермејн Ламар Кол рођен је 28. јануара 1985. године у америчкој бази у Франкфурту на Мајни у Западној Немачкој. Његов отац је афроамериканац, ветеран који је служио у Армији Сједињених Држава, а мајка Кеј је европљанка која је радила као поштански радник. Отац му је напустио породицу, а он је одрастао у мултиетничком окружењу. Током детињства заинтересовао се за кошарку и музику, а свирао је и виолину.
Након завршетка средње школе преселио се у Њујорк због музике. Након пресељења добио је стипендију од Универзитета Сент Џоунс у области рачунарских наука, али је убрзо прешао на смер за комуникацију и пословање. На колеџу био је председник Хараие, пан афричке студентске коалције. Дипломирао је 2007. године. Након тога радио је велики број послова, као продавац, службеник и маскота.
У интервјуу 2016. године открио је да је ожењен. Његова супруга Мелиса Хехолт, уједно је и директора његове Дримвил фондације. Такође, у интервјуу из 2018. изјавио је да имају сина.

## Каријера

### 1999—2009
Кол је био инспирасан музичарима као што су Нас, Тупак Шакур и Еминем. Кол је песме објављивао на разним интернет форумима под псеудонимом Blaza, а касније је користио и име Therapist.

### 2009—2010
Кол је 15. јуна 2009. године издао свој други микстејп под називом The Warm Up и за њега добио позитивне критике. Појавио се на Џеј-Зијевом албуму The Blueprint 3, на песми A Star Is Born. У јануару 2010. године Кол је издао албум Just Begun.
Почетком 2010. године изабран је у 50 најбољих музичара по магазину Beyond Race. Такође, појавио се у још неколико магазина који промовишу хип-хоп културу. Кол је започео турнеју 19. марта 2010. године, а она је трајала до 30. априла. Турнеју је одржао на колеџима широм земље, а последњи концерт на Унитерзитету Сиракуза, заједно са колегом репером Виз Калифом. Песму Who Dat издао је 31. марта 2010. године и објавио је као сингл 31. априла 2010. године. У том периоду гостовао је на велики број песама разних музичара.
Да би прославио годишњицу објављивања микстејпа The Warm Up, објавио је песму The Last Stretch, 15. јуна 2010. године. У августу 2010. награђен је за рад микстејпу.

### 2010—2011
Песму Return of Simba објавио је 22. маја 2011. године, а након тога водећи сингл Who Dat са албума Work Out. Дана 15. августа изашао је спот за песму Work Out. Након тога уследио је спот за песму Can't Get Enough. Албум Cole World: The Sideline Story објављен је 27. децембра 2011. године и продат у 218.000 примерака у првој недељи продаје. Од 2. децембра 2011. године изашло је 500.000 примерака за продају. Трћеи и последњи сингл са дебитанског албума Кола објављен је 7. фебруара 2012. године. До децембра 2016. године, албум је продат у 855.000 примерака у Сједињеним Државама.

### 2014—2017
Кол је 15. августа 2014. године објавио песму Be Free, која је добила хип-хоп награду Бет за најутицајнију песму. Пре издавања албума, издао је четири сингла Apparently, Wet Dreamz, No Role Modelz и Love Yourz. Албум 2014 Forest Hills Drive продат је у 350.000 примерака прве недеље након избацивања, а снимљен је током турнеје. До децембра 2016. године продат је у 1,24 милиона примерака у Сједињеним Државама. Освојио је награду за најбољи реп албум године 2015, ба БЕТ хип-хоп додели награда.
Кол је 15. децембра најавио излазак документарног серијала под насловом Homecoming. Серија се састоји од пет епизода, а у њој су гостовали музичари попут Ријане, Кендрика Ламара, Дрејка и других. Све епизоде објављене су до 9. јануара 2016. године.
Године 2016. објавио је два спота за песме False Prophets и Everybody Dies. У јануару 2016. године објавио је албум 4 Your Eyez Only, који се састоји од десет песама, а након тога имао турнеју широм Европе, северне Америке и Аустралије.

### 2018—данас
Албум KOD објавио је 20. априла 2018. године. На албуму се нашло 20 песама. Након издавања албума, срушен је претходни рекорд Дрејка, албум је на стриму прегледан 64,5 милиона пута. До 14. маја 2018. године албум је продат у преко 500.000 примерака у Сједињеним Државама.

## Дискографија

### Студијски албуми
- Cole World: The Sideline Story (2011)
- Born Sinner (2013)
- 2014 Forest Hills Drive (2014)
- 4 Your Eyez Only (2016)
- KOD (2018)
- The Off-Season (2021)

## Филмографија
| Филм и ТВ | Филм и ТВ                      | Филм и ТВ         | Филм и ТВ |
| Година    | Филм                           | Улога             |           |
| --------- | ------------------------------ | ----------------- | --------- |
| 2015      | J. Cole: Road to Homecoming    | Самог себе        |           |
| 2015      | Forest Hills Drive: Homecoming | Самог себе        |           |
| 2016      | Eyez                           | Самог себе        |           |
| 2017      | J. Cole: 4 Your Eyez Only      | Самог себе        |           |
| 2017      | Raising Bertie                 | Извршни продуцент |           |